# Берёзки (Брагинский район)
Берёзки (бел. Бярозкі) — деревня в Новоиолченском сельсовете Брагинского района Гомельской области Беларуси.

## География

### Расположение
В 42 км на юго-восток от Брагина, 3 км от железнодорожной станции Иолча (на линии Овруч-Полтава), 161 км от Гомеля.

### Водная система
На востоке озеро Куличовка и пойма реки Днепр.

## Транспортная система
Рядом автодорога Комарин — Брагин.
Планировка состоит из прямолинейной улицы, близкой к меридиональной ориентации, к которой с запада присоединяется чуть изогнутая широтная улица. Застройка деревянными домами усадебного типа.

## История
Известна с начала XIX века в Речицком уезде Минской губернии. В 1850 году владение помещика Прозора. В 1908 году в Иолчанской волости.
С 8 декабря 1926 года по 30 декабря 1927 года центр Березовского сельсовета. В 1930 году организован колхоз «Днепровский пахарь», работали кузница, ветряная мельница. Во время Великой Отечественной войны в сентябри 1943 года немецкие каратели сожгли 140 дворов, убили 21 жителя. Освобождена 24 сентября 1943 года 15-м стрелковым корпусом 13-й армии Центрального фронта. В боях за деревню отличились сержант И. А. Юсупов капитан М. А. Павлоцкий, командир отделения разведки Герой Советского Союза И. Г. Лысанов. На фронтах и в партизанской борьбе погибли 68 жителей, память о которых увековечивает обелиск, поставленный в 1968 году в центре деревни. В составе совхоза «Красное» (центр — деревня Красное). Есть клуб.

## Население

### Численность
- 2004 год — 87 дворов, 153 жителя.

### Динамика
- 1834 год — 56 дворов.
- 1850 год — 271 житель.
- 1897 год — 87 дворов, 618 жителей (согласно переписи).
- 1908 год — 635 жителей.
- 1940 год — 180 дворов, 821 житель.
- 1959 год — 655 жителей (согласно переписи).
- 2004 год — 87 дворов, 153 жителя.